# Nigidius laevigatus
Nigidius laevigatus es una especie de coleóptero de la familia Lucanidae.

## Distribución geográfica
Habita en Etiopía.